# Stabschef der Heilsarmee
Der Stabschef der Heilsarmee ist ein vom General eingesetzter Offizier im Rang eines Kommandeur, der u. a. sein Stellvertreter ist. Der Stabschef hat seinen Dienstsitz am Internationalen Hauptquartier (IHQ) der Heilsarmee in London.
Das Amt des Stabschefs wurde 1880 von William Booth, dem Gründer und 1. General der Heilsarmee, eingerichtet. Der erste Offizier in dieser Position war 1881 sein Sohn Bramwell.
Der Stabschef lädt alle Heilarmee-Offiziere mit dem Rang eines Kommandeur und alle territorialen Leiter der Heilsarmee zur Bildung des Hohen Rates ein, um einen neuen General zu wählen.

## Liste der Stabschefs der Heilsarmee
1. (1881–1912) Bramwell Booth
2. (1912–1919) T. Henry Howard
3. (1919–1929) Edward J. Higgins
4. (1929–1937) Henry W. Mapp
5. (1937–1939) John McMillan
6. (1939–1943) Alfred G. Cunningham
7. (1943–1946) Charles Baugh
8. (1946–1953) John J. Allan
9. (1953–1957) Edgar J. Dibden
10. (1957–1961) William J. Dray
11. (1961–1961) Norman F. Duggins
12. (1961–1969) Erik Wickberg
13. (1969–1974) Arnold Brown
14. (1974–1977) Arthur E. Carr
15. (1977–1982) W. Stanley Cottrill
16. (1982–1987) Caughey Gauntlett
17. (1987–1991) Ron A. Cox
18. (1991–1993) Bramwell H. Tillsley
19. (1993–1999) Earle Maxwell
20. (1999–2002) John Larsson
21. (2002–2006) Israel Gaither
22. (2006–2010) Robin Dunster
23. (2010–2013) Barry Swanson
24. (2013) André Cox
25. (2013–2015) William Roberts[1]
26. (2015–2018) Brian Peddle
27. (2018–2023) Lyndon Buckingham
28. (seit 2023) Edward Hill[2]